# Heterometrus minotaurus
Heterometrus minotaurus ist ein in Thailand heimischer Skorpion der Familie Scorpionidae.

## Merkmale

### Beschreibung
Der männliche Holotyp hat eine Länge von 83 mm. Die Grundfarbe ist schwarz, die Unterseite rötlich-braun mit gelblichen Kammorganen. Die Cheliceren sind an der Basis gelblich mit rötlich-braunen Spitzen. Auch die Tarsomere der Beine und das Telson sind rötlich-braun.
Der Carapax ist leicht trapezförmig, mit der schmaleren Seite und einer U-förmigen Einbuchtung vorne. Das Sternum ist sechseckig und die Kammorgane haben beim männlichen Tier 16–17 Zähne. Das erste Segment des Metasoma ist breiter als lang. Der Giftstachel ist gebogen und hat etwa die gleiche Länge wie die Giftblase.
Die Chelae, Patellen und Femora der Pedipalpen sind im Vergleich zu anderen Skorpionen der Gattung Heterometrus lang und schmal. Die Chelae haben keine ausgeprägt rundliche Form. Sie weisen auf der Oberfläche zahlreiche Granulen auf, die ineinander übergehend ausgeprägte Kiele bilden.
Da bislang nur ein einziges männliches Tier aufgefunden wurde, können zu einem möglichen Sexualdimorphismus keine Angaben gemacht werden.

### Differentialdiagnose
Heterometrus minotaurus ähnelt in seiner Morphologie stark dem in Indonesien, Singapur, Malaysia und den Philippinen verbreiteten Heterometrus longimanus. Entsprechend identifizieren ihn die vor seiner Beschreibung veröffentlichten Bestimmungsschlüssel der Gattung Heterometrus als Heterometrus longimanus. Von dieser Art unterscheidet er sich durch die geringere Größe von etwa 8,5 cm, gegenüber 9 bis 14 cm bei Heterometrus longimanus. Sein Metasoma ist kürzer und breiter, mit fast identischer Länge und Breite. Die aus ineinander übergehenden Granulae geformten Kiele am Rand des vierten metasomalen Segments bestehen bei Heterometrus longimanus aus 12 oder mehr Granulae, bei Heterometrus minotaurus sind es neun oder weniger.

### Karyotyp
Der diploide Chromosomensatz des Holotyps von Heterometrus minotaurus besteht aus 54 überwiegend metazentrischen Chromosomen. Damit hat Heterometrus minotaurus die geringste bekannte Zahl von Chromosomen innerhalb der Gattung Heterometrus. Die acht Arten, deren Karyotypen bislang untersucht worden sind, haben 56 bis 122 Chromosomen. Die Größe der Chromosomen von Heterometrus minotaurus liegt zwischen 1,06 % und 2,82 % des Chromosomensatzes. Unter den 54 Chromosomen sind 19 Paare, eine trivalente Gruppe und eine multivalente Kette mit 13 Chromosomen.

## Verbreitung und Lebensraum
Die Terra typica befindet sich im Landkreis Phanom in der südthailändischen Provinz Surat Thani. Der Fundort des einzigen Exemplars von Heterometrus minotaurus liegt zwischen einem Wasserlauf und einer Kautschukplantage (8° 52′ 0″ N, 98° 36′ 0″ O). Der Fundort ist von Kautschukbäumen und Gebüsch überwachsen und weist eine hohe Feuchtigkeit auf. Er liegt auf etwa 400 m Höhe über dem Meeresspiegel. Über die Größe des Verbreitungsgebiets liegen keine Erkenntnisse vor.

## Systematik
Die Erstbeschreibung erfolgte 2016 durch Jana Plíšková von der Karls-Universität in Prag und drei Koautoren. Sie wurde in den Annales Zoologici der Polnischen Akademie der Wissenschaften veröffentlicht. Grundlage für die Beschreibung war das im Juli 2014 gefundene männliche Exemplar. Dieser Holotypus befindet sich in der Sammlung der wissenschaftlichen Fakultät der Karls-Universität.
Das Artepitheton minotaurus bezieht sich auf den Minotauros der griechischen Mythologie, ein Wesen mit menschlichem Körper und Stierkopf.